# دیجاروم بلک
دیجاروم بلک (به انگلیسی: Djarum_Black) یک برند سیگار است؛ مالک فعلی این برند Djarum است.
سیگاری با طعم میخک